# Szklary (Rzeszów)
Pour les articles homonymes, voir Szklary.
Szklary est une localité polonaise de la gmina de Hyżne, située dans le powiat de Rzeszów en voïvodie des Basses-Carpates.